# Arum elongatum
Arum elongatum är en kallaväxtart som beskrevs av Christian von Steven. Arum elongatum ingår i Munkhättesläktet och i familjen kallaväxter. Inga underarter finns listade.